# المحاكمات العسكرية للمدنيين في مصر بعد ثورة يناير
منذ أن قامت ثورة 25 يناير جرى تحويل أعداد كبيرة من الناشطين السياسيين وعدد آخر من البلطجية والخارجين على القانون إلى المحاكم العسكرية، وقد أصدرت المحاكم العسكرية أحكاماً بحق مايقرب من خمسة آلاف شخص في شتى أنحاء البلاد خلال الشهور الأربع الأولى التي تولى فيها المجلس الأعلى للقوات المسلحة إدارة المرحلة الانتقالية. منذ تولي المؤسسة العسكرية مسؤولية تأمين الشوارع من وزارة الداخلية نهاية شهر يناير، قامت باعتقالات تعسفية لمتظاهرين سلميين. في 26 فبراير وفي 6 و9 مارس وفي 9 و12 أبريل، قام عناصر من الشرطة العسكرية برفقة مسؤولين عسكريين آخرين بتفريق المتظاهرين بالعنف واعتقلوا 321 متظاهراً على الأقل من ميادين التحرير ولاظوغلي. ولا يزال هناك 76 منهم على الأقل رهن الاحتجاز إثر محاكمات غير منصفة أمام المحاكم العسكرية. تتعامل المحاكم العسكرية عادة مع مجموعات كبيرة من المدعى عليهم، ما بين خمسة إلى ثلاثين شخص في الجلسة الواحدة والتي تستغرق عادة ما بين 20 إلى 40 دقيقة، ما يدعو للتساؤل عن مدى دقة هذه المحاكمات نظراً للسرعة التي تصدر بها الأحكام.

## ضحايا المحاكمات العسكرية
ضحايا المحاكمات العسكرية هم المدنيون الذين تعرضوا لأي إجراء خضعوا من خلاله لسلطة الشرطة العسكرية أو النيابة العسكرية أو المحاكم العسكرية، سواء كان هذا الإجراء مجرد احتجاز أو إحالة للمحاكمة العسكرية. وبناء على هذا ينقسم ضحايا المحاكمات العسكرية إلى الفئات التالية:
1. المحكوم عليهم بأحكام عسكرية والذين صدرت ضدهم بالفعل أحكام عسكرية، وينقسمون إلى:
  1. المحكوم عليهم بأحكام عسكرية واجبة النفاذ ويقضون بموجبها العقوبة بأحد السجون.
  2. المحكوم عليهم بأحكام عسكرية وصدر بحقهم قرار بوقف تنفيذ الحكم.
2. المحالين للتحقيق أما النيابة العسكرية وتم إخلاء سبيلهم على ذمة التحقيقات
3. المدنيين الذين تم احتجازهم بمعرفة أفراد الجيش سواء بأماكن احتجاز تابعة للقوات المسلحة - مثل السرية العسكرية رقم 28 - أو بأماكن احتاجز تم استخدامها مؤقتا من قبل قوات الجيش - مثل المتحف المصري خلال أحداث 9 مارس.
4. ضحايا التعذيب والمعاملة المهينة وكشوف العذرية والذين تعرضوا لهذه الانتهاكات على يد أفراد تابعين للقوات المسلحة.

### وقائع تعرض فيها مدنيون لمحاكمات عسكرية
تعرض مدنيون في وقائع عديدة لإعتقالات ومحاكمات عسكرية، وبالرغم من تعذّر تصنيف الاعتقالات والمحاكمات العسكرية ضمن أحداث بعينها، إلا أن مجموعة من الوقائع يمكن ربط المحاكمات العسكرية بها بشكل واضح، منها:
- أهالي جزيرة القرصاية (تعرض 26 مدنيا لمحاكمات عسكرية - نوفمبر 2012)
- محاكمة 63 مدني أحداث 14 أغسطس 2013 في السويس عسكريا في 17 قضية منفصلة بتهم «التعدي على افراد القوات المسلحة بإلقاء الحجارة وزجاجات المولوتوف الحارقة».
- محاكمة 5 مدنيين من طاقم مستشفى العريش (يوليو 2013)[3]
- على خلفية أحداث ماسبيرو 2011 التي قتل فيها أكثر من 25 قبطي على يد الجيش، حبس علاء عبد الفتاح بتهمة «التحريض والاشتراك في التعدي على أفراد القوات المسلحة وإتلاف معدات تخص القوات المسلحة والتظاهر والتجمهر وتكدير الأمن والسلم العام في أحداث ماسبيرو»، رفض المتهم الاعتراف بشرعية المحاكمة العسكرية له كمدني، ورفض الإجابة على أسئلة النيابة العسكرية له.

### قوائم أسماء ضحايا المحاكمات العسكرية
بحسب المعلومات التي تجمعها مجموعة لا للمحاكمات العسكرية للمدنيين:
- أسماء الصادر ضدهم أحكام مع النفاذ
- أسماء الصادر ضدهم أحكام مع إيقاف التنفيذ
- أسماء المحاكمين عسكريا الذين حصلوا على البراءة
- أسماء المحتجزين الذين أُفرج عنهم بدون تحقيق

#### قوائم العفو
- من صدر عنهم عفو بمناسبة شهر رمضان
- من صدر عنهم عفو بمناسبة عيد الفطر

## الخطوات الإجرائية والتنفيذية لإنهاء المحاكمات العسكرية للمدنيين
قدمت مجموعة لا للمحاكمات العسكرية للمدنيين بالتعاون مع مركز هشام مبارك للقانون ورقة عمل تتضمن مقترحات لإنهاء ملف المحاكمات العسكرية للمدنيين في مصر، تشمل النقاط التالية:
1. توقف المجلس العسكري فورا عن إحالة المدنيين للمحاكم العسكرية، وإحالتهم لقاضيهم الطبيعي أمام القضاء العادي.
2. اعتذار المجلس العسكري لضحايا المحاكمات العسكرية عما ارتكبته بعض هيئات الدولة وموظفيها المفترض بهم خدمة المواطنين، على أن يشمل الاعتذار ضمانات بملاحقة المتسببين في هذه الانتهاكات وعدم تكرارها.
3. الإفراج الفوري عن المدنيين الصادر بحقهم أحكام عسكرية وإصدار قرار بإلغاء الأحكام الصادرة فعلا من المحاكم العسكرية ضد المدنيين وفقا لقواعد التصديق على الأحكام الواردة في قانون القضاء العسكري، على أن يتضمن قرار الإلغاء الأحكام الصادرة في الفترة من فبراير 2011 وحتى الآن.
4. تعيين قضاة تحقيق يتم اختيارهم وفقا للقانون من مستشاري محكمة الاستئناف يكون من مهامهم الآتي:
  1. التحقيق في الأحكام الصادرة من المحاكم العسكرية بحق المدنيين ورفع توصية للقائد الأعلى للقوات المسلحة بالحالات التي تحال للقضاء الطبيعي والحالات التي لا تستحق الإحالة.
  2. التحقيق في الانتهاكات التي طالت ضحايا المحاكمات العسكرية والجرائم التي ارتكبها الموظفين العموميين من أفراد وضباط القوات المسلحة سواء المتعلقة بالتعذيب أو كشوف العذرية أو الاحتجاز بدون وجه حق أو المعاملة الحاطة للكرامة الإنسانية في الفترة من فبراير 2011 وحتى الآن.
  3. التحقيق الانتهاكات التي ارتكبها أفراد الشرطة العسكرية أو قوات الجيش أثناء فض الاعتصامات والتظاهرات التي شهدتها مصر خلال الفترة الماضية، بداية بفض اعتصام ميدان التحرير في فبراير 2011 وحتى فض اعتصام مجلس الوزراء في ديسمبر 2011 مرورا بأحداث 9 مارس و8 إبريل ويونيه وغيرها من الجرائم التي ارتكبتها أفراد وضباط القوات المسلحة ضد المتظاهرين السلميين، وضم التحقيقات التي يتولاها قضاة التحقيق في قضايا ماسبيرو ومحمد محمود ومجلس الوزراء.
5. إعلان المجلس الأعلى للقوات المسلحة عن موقف ضباط الجيش المؤيدين للثورة المصرية واللذين تم محاكمتهم عسكريًا وعلى الأخص الضباط اللذين تم القبض عليهم أثناء فض اعتصام 8 إبريل.
6. تشكيل هيئة مستقلة لتعويض ضحايا المحاكمات العسكرية واعتبارهم من ضحايا النظام البائد على أن يتم تمثيلهم في إتخاذ قرارات التعويض سواء المادي أو المعنوي.

## وصلات خارجية
- يوميات تحت حكم العسكر